# Michelle Jenner
Pour les articles homonymes, voir Jenner.
Michelle Jenner née le 14 septembre 1986, à Barcelone, Espagne, est une actrice espagnole.

## Biographie
Michelle Jenner est née à Barcelone le 14 septembre 1986 à Barcelone, Espagne.
Sa mère, Martine Husson, est une actrice et danseuse de music-hall française. Son père, Miguel Ángel Jenner, est un acteur de doublage espagnol d'ascendance anglaise.
Elle a un frère, David Jenner.

## Carrière
Elle est la voix espagnole d'Emma Watson.
En 2011, elle obtient le rôle-titre de Isabel , série historique espagnole sur la vie de Isabelle la Catholique, diffusée sur La 1 à partir de 2012. Elle reprend son rôle dans les deux saisons suivantes et reçoit de nombreux prix pour son interprétation, tels que le Prix Ondas et le Fotogramas de Plata.
En 2012, elle est nommée aux Prix Goya et reçoit le prix de la meilleure actrice du Círculo de Escritores Cinematográficos pour son rôle de Silvia dans No tengas miedo de Montxo Armendáriz.
En 2016, elle fait un retour remarqué au cinéma avec le film Il faut qu'on parle où elle retrouve Hugo Silva. Le long-métrage est diffusé en France sur la plateforme Netflix.
Elle obtient un second rôle de Beatriz dans Julieta de Pedro Almodóvar. À l'occasion de sa venue à Cannes, elle accorde une interview au site français La Montée Ibérique.

## Filmographie

### Cinéma

#### Longs métrages
- 2000 : Faust (Faust: Love of the Damned) de Brian Yuzna : Jade
- 2004 : Nubes de verano de Felipe Vega : Natalia
- 2008 : Íntimos y extraños. 3 historias y 1/2 de Rubén Alonso : María
- 2009 : Spanish Movie de Javier Ruiz Caldera : Hada
- 2010 : Circuit de Xavier Ribera : Eva
- 2011 : N'aie pas peur (No tengas miedo) de Montxo Armendáriz : Silvia
- 2011 : Extraterrestre de Nacho Vigalondo : Julia
- 2012 : Tad l'explorateur : À la recherche de la cité perdue (Las aventuras de Tadeo Jones) d'Enrique Gato : Sara (voix)
- 2013 : Todas las mujeres de Mariano Barroso : Ona
- 2014 : Open Windows de Nacho Vigalondo : Une femme possédée
- 2015 : Objectif Lune (Atrapa la bandera) d'Enrique Gato : Amy González (voix)
- 2016 : Julieta de Pedro Almodovar : Beatriz
- 2016 : La Corona Partida de Jordi Frades : Reine Isabelle la Catholique
- 2016 : Ozzy, la grande évasion (Ozzy) de Nacho la Casa et Alberto Rodríguez : Paula
- 2016 : Tenemos que hablar de David Serrano : Nuria [4]
- 2016 : Nuestros amantes de Miguel Ángel Lamata : Irene
- 2016 : En tu cabeza de Daniel Sánchez Arévalo : Andrea
- 2017 : Tad et le Secret du roi Midas : Sara (voix)
- 2018 : Gun City (La sombra de la ley) de Dani de la Torre : Sara
- 2018 : Miamor perdido d'Emilio Martínez-Lázaro : Olivia
- 2022 : Tad l'explorateur et la table d'émeraude (Tadeo Jones 3: La tabla esmeralda) d'Enrique Gato : Sara (voix)
- 2023 : Bird Box Barcelona d'Álex et David Pastor : Liliana
- 2023 : Ocho apellidos marroquís d'Álvaro Fernández Armero : Begoña

#### Séries télévisées
- 2005 : El secreto de Lidia d'Iván If García : Lidia
- 2006 : Tight de Sergi Vizcaino : Une femme
- 2007 : Cinco contra uno de Jorge Naranjo : Mónica
- 2014 : Biodiversidad de Guillermo Chapa : Bea
- 2016 : All In de Daniel Vázquez : Andrea
- 2018 : Álex y Julia de Dani de la Torre : Julia

### Télévision

#### Séries télévisées
- 2001 - 2002 : El cor de la ciutat : Alícia
- 2005 - 2010 / 2021 : Los hombres de Paco : Sara Miranda
- 2006 : Porca misèria : Une amie
- 2010 : Inocentes : Sonia
- 2010 : La princesa de Éboli : Anne d'Autriche
- 2011 - 2014 : Isabel : Reine Isabelle la Catholique [6]
- 2014 : Cuéntame un cuento : Miranda
- 2015 : Le Ministère du temps : Reine Isabelle la Catholique
- 2018 : La catedral del mar : Mar
- 2018 : El Continental : Andrea Abascal
- 2020 - 2021 : Idhun (Memorias de Idhun)
- 2021 : La Cuisinière de Castamar (La cocinera de Castamar) : Clara Belmonte
- 2022 : Les Héritiers de la terre (Los herederos de la tierra) : Mar
- 2023 : Berlin (La casa de papel : Berlín) : Keila
- 2023 : Tú también lo harías : Elisa Peña